# Augusto Silvestri
Augusto Silvestri (Castelfranco Emilia, 27 maggio 1885 – Genova, 24 gennaio 1969) è stato un violinista e direttore d'orchestra italiano.

## Biografia
Augusto Silvestri nacque a Castelfranco Emilia in provincia di Modena. Si trasferì a Genova nel 1908. Fu attivò come violinista al Teatro Carlo Felice del capoluogo ligure. Nel 1924 aprì una scuola di musica nel centro storico di Genova con la pianista Augusta Moresco. Nel 1927 Silvestri succedette a Mario Barbieri in qualità di direttore d’orchestra della Giovine Orchestra Genovese, ensemble che costituiva il principale supporto dell’associazione musicale omonima. 
Il primo concerto si tenne il 28 aprile 1927 presso il Teatro Nazionale di Genova. Inoltre Silvestri fece parte della commissione artistica della Giovine Orchestra Genovese dal 1924 al 1942.
Progressivamente la sigla Giovine Orchestra Genovese rimase associata quasi unicamente a l'ente produttore e organizzatore di concerti. Silvestri tenne l’incarico di direttore fino alla cessazione dell’attività dell’Orchestra alla metà degli anni ’50.  Intensificò la sua attività di docente privato di violino. Tra i suoi allievi si ricordano i maestri Angelo Branduardi, Enzo Marani, Mario Parodi e Giuseppe Burroni. Nel 1965 Silvestri fu tra i fondatori dell’Orchestra Sperimentale Genovese, nata nell’ambito dell’associazione Incontri Musicali. Il suo ultimo concerto in qualità di direttore d'orchestra, a 82 anni, risale al 1967. Silvestri mancò il 24 gennaio 1969.

## Composizioni
- Romanzetta facile per violino, con accompagnamento di pianoforte, Genova, Fratelli Serra, 1924
- Serenatina campestre per violino, con accompagnamento di pianoforte, Genova, E. Viani, 1924